# Alpino Alpini
Alpino Alpini (Padova, 1603 – Padova, 12 dicembre 1637) è stato un medico e botanico italiano. È stato direttore dell'Orto botanico di Padova.

## Biografia
Alpino, figlio del famoso medico e botanico Prospero Alpini, già in giovane età, decide di seguire le orme del padre. Consegue infatti, gli studi universitari a Padova, dove ottiene il dottorato in filosofia e medicina. Successivamente agli studi comincia a esercitare la professione di medico nella città di Venezia. Nell'anno 1627 pubblica l'opera del padre inedita: De plantis exoticis libri duo. Nel 1631, gli viene affidata la prefettura dell'Orto botanico e l'ostensione dei semplici, dopo la morte del botanico svizzero Jean Prévost e la rinuncia del medico Johan Rode. Inizia l'ostensione in orto attraverso un discorso inaugurale tenuto il 22 maggio dello stesso anno e successivamente viene incaricato anche della lettura dei semplici Distrupta pulmonis vomica. Muore a Padova nel 1637 e viene sepolto nella Basilica di Sant'Antonio.